# Karl Georg Fugger von Babenhausen

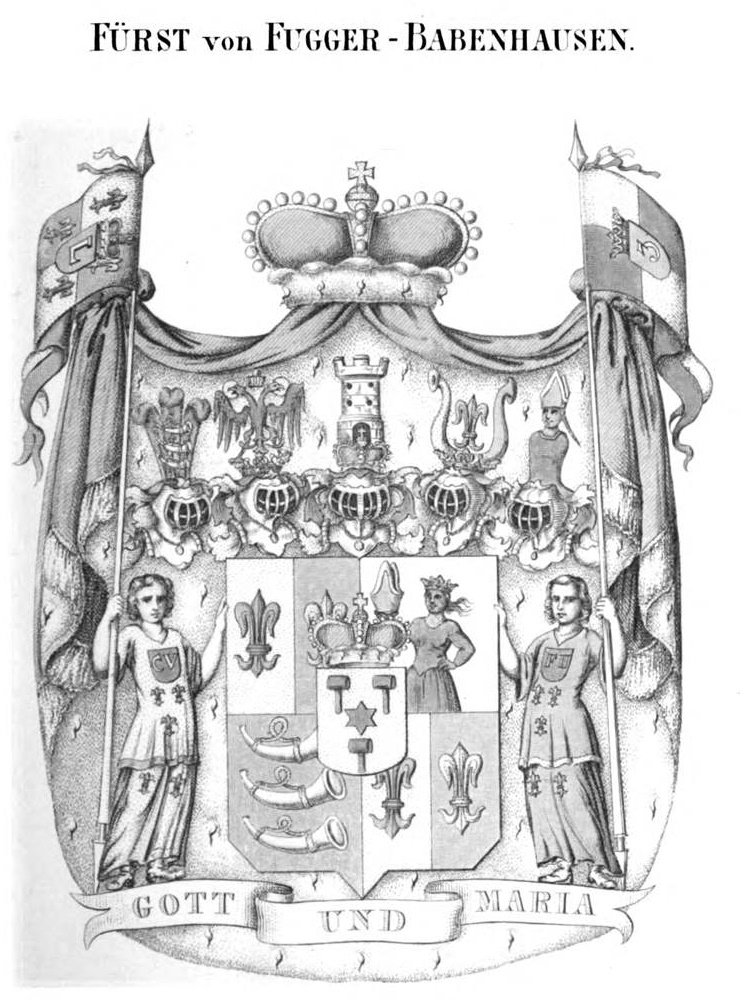
Familienwappen

Karl Georg Ferdinand Jakob Maria, 5. Fürst Fugger von Babenhausen (* 15. Jänner 1861 in Klagenfurt; † 5. Juli 1925 ebenda) war ein Gutsherr und österreichischer Offizier, der dem Hochadel angehörte. Er diente bei verschiedenen Husarenregimentern und kommandierte im Ersten Weltkrieg als Oberst das k.u.k. Husaren-Regiment Nr. 3. Er erhielt außerdem die Würde eines Kammerherrn am Wiener Kaiserhof und war seit 1906 formal Chef des Hauses Fugger-Babenhausen sowie Standesherr im Königreich Bayern.

## Leben
Karl Georg Graf Fugger von Babenhausen wurde geboren als Sohn des österreichischen Offiziers Karl Ludwig Graf Fugger von Babenhausen (* 4. Februar 1829; † 12. Mai 1906), welcher 1885 seinem kinderlosen älteren Bruder Leopold Fürst Fugger von Babenhausen als 4. Fürst und Standesherr sowie Universalerbe nachfolgte und auch 1. Präsident der Kammer der bayerischen Reichsräte wurde. Die Mutter war Friederike Gräfin Christalnigg von und zu Gilitzstein (* 27. Mai 1832 in Klagenfurt; † 17. Juni 1888 ebenda).
Karl (genannt Cary) Fugger machte seine Karriere – ebenso wie sein Vater – als österreichischer Offizier sowie als Kammerherr des Kaisers Franz Joseph I. am Hof in Wien. Zum Zeitpunkt des Todes seines Onkels Fürst Leopold im Jahre 1885 diente er als Leutnant im 12. Ulanen-Regiment. Von 1887 bis 1894 gehörte er zum Husarenregiment Nr. 9 in Ödenburg. 1894 wurde er zum Husarenregiment Nr. 11 nach Steinamanger versetzt.
1887 vermählte er sich mit Eleonora Prinzessin zu Hohenlohe-Bartenstein, die in Böhmen, Österreich und Galizien aufgewachsen war und später zu einer bekannten Salonnière in Wien sowie durch ihre 1932 veröffentlichten Memoiren zur vielzitierten Chronistin des Wiener Hofes und der Hofgesellschaft der späten Kaiserzeit werden sollte.
Als Erbgraf war Karl Georg zur Nachfolge seines Vaters in der Kammer der bayerischen Reichsräte berechtigt, jedoch entwickelte er schon in jungen Jahren eine Spielsucht. Zwischen 1885 und 1905 hatte er über eine Million Mark, die er in Form von Apanagen und Geschenken erhalten hatte, verschwendet und darüber hinaus im Wiener Jockey-Club Darlehen in Höhe von etwa 1,5 Millionen Mark verspielt. Aufgrund dessen wurde er 1905 auf Betreiben des Fuggerschen Familienseniorats vom Amtsgericht Augsburg „wegen Verschwendung“ entmündigt und ihm persönlich die Würde als erblicher Reichsrat aberkannt: nach dem Tod seines Vaters wurde er nicht als Nachfolger in den bayerischen Reichsrat eingeführt; die erbliche Reichsratswürde des Hauses Fugger-Babenhausen sollte zu seinen Lebzeiten ruhen. Zu seinem Vormund wurde Graf (seit 1914 Fürst) Carl Ernst Fugger von Kirchheim-Glött-Oberndorf ernannt. 1905 ließ er das Gut Bannacker sanieren, wo seine Frau sich in der Zucht von Polopferden versuchte.
Obwohl Fürst Karl Georg wegen seiner Verschwendung seit 1905 unter Kuratel gestellt war, wurde er nach dem Tod seines Vaters 1906 dennoch als Standesherr und fünfter Fürst des Hauses Fugger von Babenhausen als eine sehr bekannte Person des öffentlichen Lebens in Österreich und Bayern wahrgenommen. Wann immer er eine gesellschaftliche Veranstaltung besuchte oder an einem bestimmten Ort logierte, war das in der Regel eine Meldung in der Presse wert. Er wurde zwar formal der Nachfolger seines Vaters als Fürst, Oberhaupt der Standesherrschaft Babenhausen und des fürstlichen Fideikommisses, konnte aber weder die damit verbundenen Rechtsgeschäfte ausführen noch den erblichen Sitz im bayerischen Reichsrat einnehmen, da diese Mitgliedschaft ruhte, solange er lebte. Sein Lebensmittelpunkt blieb deshalb in Österreich, wo sich in Kärnten auch der Stammsitz der mütterlichen Familie befand, das Schloss Meiselberg. Seine Frau und die Kinder übersiedelten jedoch 1906 von Wien ins Fuggerschloss Babenhausen, weil gemäß der testamentarischen Bestimmung andernfalls das Vermögen der Sekundogenitur nicht an den Sohn Leopold hätte vererbt werden können. Deshalb pendelte auch Karl Georg nach 1906 regelmäßig von seiner Garnison nach Babenhausen.
Am 1. Jänner 1908 war er bei einer Neujahrsgesellschaft mit seiner Frau im Hotel Bristol in Wien, als Frida Strindberg, die geschiedene Frau des Schriftstellers August Strindberg, im Verlauf einer skandalösen Szene nach lautstarken an ihn gerichteten Vorwürfen eine Pistole auf Fürst Karl Georg richtete und abfeuerte. Obwohl die sichergestellte Waffe scharf geladen war, blieb er bei dem Schuss unverletzt. Fürst Karl Georg hatte, wie im Verlauf einer Gerichtsverhandlung aktenkundig wurde, noch als Erbgraf bei einer Gesellschaft von Katharina Schratt die Bekanntschaft mit Frieda Strindberg gemacht. Bereits seine Verlobung mit Prinzessin Nora Hohenlohe im Frühjahr 1886 war durch eine kurze Romanze mit Mary Vetsera hinausgezögert worden; seine Ehefrau kommentierte dies in ihren Memoiren lapidar: „Es fehlte nicht viel und mein lieber Vetter wäre der verführerischen kleinen Nixe ins Garn gelaufen, doch so weit kam es nicht. Reumütig kehrte er zu mir zurück und die Versöhnung fand darin ihren schönen Abschluß, daß ich mich mit ihm verlobte... Nur eines ging mir schon damals durch den Kopf: ich sollte einen ausnehmend hübschen und lebensfrohen Mann heiraten; den würde ich wohl mit anderen teilen müssen. Doch ich fand mich mit dem Gedanken ab und zog ihn einem weniger hübschen vor, den ich wahrscheinlich ganz für mich behalten hätte.“
Im Sommer 1908 wechselte Fürst Karl Georg von Fugger-Babenhausen im Rang eines Rittmeisters vom Husaren-Regiment Nr. 8 zum Husaren-Regiment Nr. 6. Am 1. Juni 1909 übernahm er dort das Kommando der ersten Division Seebach im Rang eines Majors.
Nach Ausbruch des Ersten Weltkriegs wurde er im November 1914 in den Rang eines Obersten befördert. 1915 erfolgte die Transferierung vom Husaren-Regiment Nr. 6 zum Husaren-Regiment Nr. 3, dessen Kommando er übernahm. Nach dem Ende des Kriegs zog er sich aus dem aktiven Militärdienst in den Ruhestand nach Kärnten zurück. Nach längerer Krankheit verstarb er am 5. Juli 1925 im Sanatorium der Kreuzschwestern in Klagenfurt. Am 7. Juli 1925 fand unter großer Anteilnahme der Bevölkerung die Trauerfeier auf dem städtischen Friedhof in Annabichl statt. Anschließend wurde der Sarg für die Beisetzung ins Familiengrab nach St. Michael am Zollfeld überführt.

## Auszeichnungen
- 1915 Verleihung des Militärverdienstkreuzes III. Klasse „in Anerkennung tapferen Verhaltens vor dem Feinde“[13][14]
- 1915 erhielt er als Oberst des 3. Husaren-Regiments den Orden der Eisernen Krone als Ritter der III. Klasse.[15]
- 1915 Verleihung des Eisernen Kreuzes 2. Klasse.[16]
- Im Juli 1917 erfolgte eine allerhöchste belobende Anerkennung bei gleichzeitiger Verleihung der Schwerter der Verdienstmedaille.[17]

## Ehe und Nachkommen
Erbgraf Karl Georg heiratete am 8. Jänner 1887 Eleonora Fugger von Babenhausen, geb. Prinzessin zu Hohenlohe-Bartenstein und Jagstberg (* 4. Oktober 1864; † 1. März 1945), eine österreichische Adlige und Salonnière. Das Paar hatte sechs Kinder:
- Friederike Maria Carolina Henriette Rosa Sabina Franziska Pauline Gräfin Fugger von Babenhausen (27. Oktober 1887 – 4. Juli 1949), ⚭ 1908 Adrian Carton de Wiart.
- Georg Constantin Heinrich Carl Friedrich Maria Fugger Fürst zu Babenhausen (24. Juli 1889 – 1. August 1934), ⚭ 1914 Gräfin Elisabeth von Plessen
- Sylvia Rosa Eleonore Leopoldine Karolina Maria Gräfin Fugger von Babenhausen (8. Mai 1892 – 13. April 1949), ⚭ Graf zu Münster
- Leopold Heinrich Karl Friedrich Maria Graf Fugger von Babenhausen (18. Juli 1893 – 8. Juli 1966), ⚭ 1924 Vera Gräfin Czernin von Chudenitz (spätere Ehefrau von Kurt Schuschnigg)
- Maria Theresia Karoline Gigina Gräfin Fugger von Babenhausen (1. Juni 1899 – 18. Juni 1994), ⚭ Fürst Heinrich von Hanau, Graf von Schaumburg, Sohn des Friedrich August von Hanau
- Helene Aloysia Eleonore Maria Gräfin Fugger von Babenhausen (21. Juni 1908 – 1915)